# Persicaria posumbu
Persicaria posumbu är en slideväxtart. Persicaria posumbu ingår i släktet pilörter, och familjen slideväxter.

## Underarter
Arten delas in i följande underarter:
- P. p. mearnsii
- P. p. posumbu
- P. p. laxiflorum
- P. p. stenophylla